# フォーミュレーション
株式会社フォーミュレーション（英称：Formulation）は、テレビ番組の調査やコンテンツなどを提供するテレビリサーチ会社である。1986年10月9日設立。

## 概要
主に手掛けるのはバラエティ番組のリサーチだが、その他にも、ドラマ、映画、スポーツ中継、音楽、お笑い、報道・ニュース、ドキュメンタリーなど、様々なテレビコンテンツのリサーチも行う。また、近年ではNetflix、Amazon Prime Video、AbemaTV、HuluなどのWEB配信番組のリサーチも行う。
さらに、テレビ番組で培ったリサーチ技術を活かし、広告、TVCM、WEBCM、イベント、展示会、音楽ライブなどに加え、多種多様な企業、官公庁にまでリサーチ業務を拡大している。
なお、日本テレビで放送中のマツコ会議には、フォーミュレーション所属のリサーチャー・今井がレギュラー出演しており、2020年10月よりYoutubeチャンネルを開設。業界歴20年のリサーチャーが1年でディレクターになることを目指す。
また、フォーミュレーションのグループ会社である株式会社フォーミュレーションITSは、フォーミュレーションで培ったネットワークを活かして、テレビを中心とするメディア業界に人材の派遣を行っている。同じくグループ会社である株式会社ライトクリップは、テレビ番組をはじめ、ドラマ、広告、TVCM、WEBCMなど、幅広いジャンルで企画・構成を行う構成作家集団である。

## 国際部
国際部の主な業務として、海外の衝撃・面白映像の権利確認、海外放送局で放送される番組の国内リサーチ協力・仕込み、海外ロケのコーディネート・仕込み、海外タレントの招聘・アテンドなども行う。

## リサーチ担当番組

### 現在

#### 日本テレビ
（レギュラー）
- 有吉ゼミ
- 人生が変わる1分間の深イイ話
- 月曜から夜ふかし
- 火曜サプライズ
- 幸せ!ボンビーガール
- THE突破ファイル
- ぐるぐるナインティナイン
- 沸騰ワード10
- 新・日本男児と中居
- 満天☆青空レストラン
- 世界一受けたい授業
- 嵐にしやがれ
- マツコ会議
- ニノさん
- スクール革命!
- 上田晋也の日本メダル話
- 世界の果てまでイッテQ!
- ZIP!
- news zero

- ヒルナンデス!
- 1億3000万人のSHOWチャンネル
- ゼロイチ　など

#### TBSテレビ
（レギュラー）
- アイ・アム・冒険少年
- クイズ!THE違和感
- 水曜日のダウンタウン
- ニンゲン観察バラエティ モニタリング
- 櫻井・有吉 THE夜会
- ぴったんこカン・カン
- 中居正広の金曜日のスマイルたちへ
- NEWSな2人
- 有吉ジャポンII ジロジロ有吉
- 東京VICTORY
- 王様のブランチ
- 世界さまぁ〜リゾート
- グッとラック!
- ラヴィット!
- オトラクション
- オオカミ少年
- 東大王　など

#### NHK
（レギュラー）
- うまいッ!
- 逆転人生
- 所さん!大変ですよ
- ネーミングバラエティー 日本人のおなまえっ!
- 世界はほしいモノにあふれてる 〜旅するバイヤー極上リスト〜
- チコちゃんに叱られる!
- 有田Pおもてなす
- ごごナマ
- アナザーストーリーズ 運命の分岐点（NHK BSプレミアム）
- ダークサイドミステリー（NHK BSプレミアム）
- ハートネットTV （Eテレ）
- ろうを生きる 難聴を生きる（Eテレ）　など

#### テレビ朝日
（レギュラー）
- あいつ今何してる？
- くりぃむしちゅーのハナタカ!優越館
- ザワつく!金曜日
- ミュージックステーション
- 関ジャム 完全燃SHOW
- ノブナカなんなん？
- アニマルエレジー　など

#### フジテレビジョン
（レギュラー）
- 林修のニッポンドリル
- ホンマでっか!?TV
- KinKi Kidsのブンブブーン
- もしもツアーズ
- ジャンクSPORTS
- バイキングMORE
- 世界の何だコレ!?ミステリー　など

#### テレビ東京
（レギュラー）
- 所さんの学校では教えてくれないそこんトコロ!
- 出没!アド街ック天国
- どうぶつピース　など

#### ローカル局
（レギュラー）
- それって!?実際どうなの課（中京テレビ）
- サワコの朝（毎日放送）
- 所JAPAN（関西テレビ）
- ちゃちゃ入れマンデー（関西テレビ）
- やすとも・友近のキメツケ!（関西テレビ）
- 土曜はナニする!?（関西テレビ）
- お笑いワイドショー マルコポロリ!（関西テレビ）
- タイチサン!（東海テレビ）
- 今日ドキッ!（HBC北海道放送）　など

#### BS・CS
（レギュラー）
- 突撃!隣のスゴイ家（BSテレ東）
- 応援のチカラ（J;COM）　など

#### その他
（レギュラー）
- 内村さまぁ～ず（Amazon Prime Video）
- 給与明細（AbemaTV）　など

### 過去

#### ドラマ
- いだてん〜東京オリムピック噺〜（NHK大河ドラマ）
- 先に生まれただけの僕（日本テレビ）
- anone（日本テレビ）
- イノセンス 冤罪弁護士（日本テレビ）
- ドクターX〜外科医・大門未知子〜（テレビ朝日）
- 民王（テレビ朝日）
- 家政婦のミタゾノ（テレビ朝日）
- ハゲタカ（テレビ朝日）
- スイッチ（テレビ朝日）
- 桜の塔（テレビ朝日）
- もう一度君に、プロポーズ（TBS）
- ホワイト・ラボ〜警視庁特別科学捜査班〜（TBS）
- 絶対零度〜未解決事件特命捜査〜（フジテレビ）
- リーガル・ハイ（フジテレビ）
- ガリレオ（フジテレビ）
- HERO（フジテレビ）
- コンフィデンスマンJP（フジテレビ）
- アライブ がん専門医のカルテ（フジテレビ）
- 知ってるワイフ（フジテレビ）
- アンサング・シンデレラ 病院薬剤師の処方箋（フジテレビ）
- ヘッドハンター（テレビ東京）
- よつば銀行 原島浩美がモノ申す!〜この女に賭けろ〜（テレビ東京）

#### 映画
- 真夏の方程式 ※ガリレオシリーズ
- HERO
- コンフィデンスマンJP -ロマンス編-
- コンフィデンスマンJP -プリンセス編-
- 脳内ポイズンベリー ※企画協力
- 花と雨
- 14歳の栞
- 相撲道
- 日本アカデミー賞授賞式
- 地獄の花園

#### スポーツ中継
- ゴルフ マスターズ・トーナメント 2020（TBS）
- 世界水泳 韓国・光州 2019（テレビ朝日）
- 世界陸上 ドーハ 2019（TBS）
- ラグビーワールドカップ 2019（日本テレビ）
- 野球中継 DRAMATIC BASEBALL 2019（日本テレビ）
- アジア大会 ジャカルタ 2018（TBS）
- 2018 FIFAワールドカップ（日本テレビ）
- 2016 リオデジャネイロオリンピック（日本テレビ・TBS）
- 2012 ロンドンオリンピック （日本テレビ）　など

#### 音楽
- Premium Music（日本テレビ）
- THE MUSIC DAY（日本テレビ）
- ベストアーティスト（日本テレビ）
- 音楽の日（TBS）
- 輝く!日本レコード大賞（TBS）
- 歌のゴールデンヒット（TBS）
- CDTV ライブ! ライブ!（TBS）　など

#### お笑い
- 女芸人No.1決定戦 THE W（日本テレビ）
- キングオブコント（TBS）
- ドリーム東西ネタ合戦（TBS）
- IPPONグランプリ（フジテレビ）　など

#### 報道・ニュース
- サタデーステーション（テレビ朝日）
- Newsモーニングサテライト（テレビ東京）
- ゆうがたサテライト（テレビ東京）　など

#### ドキュメンタリー
- プロフェッショナル 仕事の流儀（NHK）
- クローズアップ現代＋（NHK）
- NHKスペシャル 人類誕生 第1集～第3集（NHK）
- 情熱大陸（毎日放送）
- ザ・ノンフィクション（フジテレビ）　など

#### WOWOW
- ノンフィクションW
- 米アカデミー賞授賞式
- UEFA EURO 2016 　など

#### WEB
- 今田×東野のカリギュラ（Amazon Prime Video）
- バチェラー・ジャパン（Amazon Prime Video）
- バチェロレッテ・ジャパン（Amazon Prime Video）
- なぎスケ!（Amazon Prime Video）
- 戦闘車（Amazon Prime Video）
- 和田アキ子史上初の誕生会生中継（AbemaTV）
- 白石麻衣卒業特番〜サヨナラまでの過ごし方〜（AbemaTV）
- 朝青龍を押し出したら1000万円（AbemaTV）
- 照英を泣かそう（AbemaTV）
- 今日、好きになりました（AbemaTV）
- あいのり Asian Journey（Netflix）
- コロナをぶっとばせ!（LINE NEWS VISION）　など

### 国際部

#### 海外 衝撃・面白映像の権利確認
- 地上最大のTV動物園（フジテレビ）
- 世界おもしろ珍メダル バカデミービデオ大賞（フジテレビ）
- モノシリーのとっておき（フジテレビ）
- 頂上リサーチ（フジテレビ）
- アンタッチャブルのおバカワいい映像バトル（フジテレビ）
- 内村のツボる動画（テレビ東京）
- 仰天パニックシアター（テレビ東京）　など

#### 海外番組 リサーチ協力
- マレーシア Best in the World（チャンネル8TV）
- マレーシア Rail World（チャンネル8TV）　など

#### 海外番組 招聘・ロケアテンド
- タイ グルメ紀行番組 World 360°（ch）（制作会社：Time Broadcast）
- タイ グルメ紀行番組 Preaw Paak On Tour（ch3）（制作会社：Time Broadcast）
- タイ グルメ旅行番組 Wan Yud Sud Keed Extreme Holiday（ch7）（制作会社：Triple Two）　など